# Il ghostwriter
Il ghostwriter (titolo  originale The Ghost) è un romanzo thriller a sfondo politico dello scrittore Robert Harris, pubblicato nel 2007.
Oltre che in italiano, il libro è stato tradotto in tedesco, francese, danese, spagnolo, polacco e numerose altre lingue.

## Trama
Il romanzo narra la vicenda di un ex primo ministro britannico che incarica uno "scrittore-fantasma" di redigere le sue memorie. La vicenda è raccontata in prima persona da un secondo "ghostwriter", dato che il primo è morto in circostanze abbastanza strane e misteriose, finendo annegato al largo della costa americana.
La narrazione si apre proprio con la descrizione, fatta dal secondo autore (al quale l'incarico è stato affidato con un compenso astronomico), di questo "incidente". Parte di qui un susseguirsi di scoperte che progressivamente impegnano, spesso suo malgrado, l'io-narrante in una ricerca che porterà il ghostwriter ad affacciarsi sul pericoloso abisso dei rapporti internazionali tra Stati Uniti e Gran Bretagna, ma soprattutto sui legami tra politica, terrorismo e servizi segreti (CIA).

## Opere derivate
Nel 2010 Roman Polański ha diretto il film The Ghost Writer (in italiano: L'uomo nell'ombra). Il film è interpretato da Ewan McGregor, Pierce Brosnan, Olivia Williams e Kim Cattrall.

## Edizioni in italiano
- Robert Harris, Il ghostwriter, traduzione di Renato Pera, Milano: Mondadori, 2007